# Bifobi

Den bisexuella prideflaggan

Bifobi innebär att man har fobi för bisexualitet och bisexuella personer som social grupp eller individer. Bisexualitet är att kunna attraheras av personer oavsett deras kön. Vanliga uttryck för bifobi är osynliggörandet och förnekelsen av bisexualitet som existerande sexuell orientering samt exkludering (utestängning från såväl heterosexuella som homosexuella sammanhang) och anklagelser för promiskuitet. Ibland ställs krav på att den bisexuella individen ska välja mellan antingen heterosexualitet eller homosexualitet. Oavsett en individs sexuella läggning kan bifobiska känslor förekomma.
Bifobi är en form av diskriminering mot bisexuella och kan bero av negativa bisexuella stereotyper och irrationell rädsla. Enligt Riksförbundet för homosexuellas, bisexuellas och transpersoners rättigheter (RFSL) är bifobi, liksom transfobi och homofobi, en "rädsla och oförmåga att acceptera människor som inte lever heteronormativt."
Bisexuella kan utsättas för homofobi i händelse av att den bisexuella individen är tillsammans med en person av samma kön.

## Negativa stereotyper
Bifobi och homofobi är skilda fenomen som delar vissa gemensamma drag. Attraktionen till det egna könet är en del av bisexualiteten, varför den heterosexistiska synen på heterosexuell attraktion och heteronormativ livsstil som det enda rätta, påverkar bisexuella precis som homosexuella. Bisexuella stigmatiseras dock ytterligare genom förnekelse av bisexualitet som existerande sexuell orientering, exkludering från sociala sammanhang och generella anklagelser om promiskuitet.

### Förnekelse av existens
Uppfattningen att bisexualitet inte existerar härrör ur en binär syn på sexualiteten, att människor antas vara exklusivt homosexuella eller heterosexuella. Bisexuella antas vara homosexuella i "garderoben" som inför omgivningen önskar verka heterosexuella, eller bara experimenterar med sin sexualitet. Bisexualitet antas inte vara en möjlighet om man inte attraheras lika mycket av båda könen. Maximer som Människan är antingen homosexuell, heterosexuell eller lögnare förkroppsligar den beskrivna dikotoma synen på sexuella läggningar. Det finns även väldigt få sammanhang för bisexuella medan det för homosexuella och heterosexuella finns ett flertal mötesplatser, vilket också indikerar att en bisexuell person bör välja sida.
Konsekvensen av de negativa stereotyperna är att bisexuella framställs som osäkra och experimenterande, som att de "går igenom en fas" eller som ytligt engagerade. Attraktion till båda könen betraktas som en bisexuell chic (bisexuell modefluga) eller könsöverskridande yttring.

### Anklagelser om promiskuitet
Att beskriva bisexuella individer som promiskuösa är en felaktig generalisering. Uppfattningen att bisexuella är promiskuösa härrör från en rad av negativa stereotyper om gruppen som mentalt eller socialt instabila människor: att en sexuell relation med endast en partner, man eller kvinna, inte är tillräckligt. Följdverkning är att bisexuella påförs ett socialt stigma på grund av anklagelser om otrohet och svek mot sina partners, för att leva ett dubbelliv, utge sig för att vara hetero men i hemlighet ligger med individer av samma kön och för att sprida sexuellt överförbara sjukdomar som HIV och AIDS. De karaktäriseras som "slampiga", instabila, lättfotade, godtyckliga. När det kommer till kvinnor påförs även karaktären av nymfomani. Bisexuella antas även vara polyamorösa, swingers, polygama. Dessa anklagelser kopplas till att bisexuella kan attraheras av vilken person som helst och därför skulle kunna byta partner lite hur som helst.

### Den bisexuella kvinnan eller mannen
Det är i samhället ofta mer accepterat för en kvinna att vara bisexuell då ett förhållande mellan två kvinnor ofta sexualiseras, framförallt av män. Detta kan man även sammankoppla med det övergripande faktum att det ofta är mer accepterat för en kvinna att ta den manliga rollen än tvärtom, i detta sammanhanget alltså att ingå i en sexakt med en annan kvinna vilket skulle vara mannens roll i den heterosexuella världen. Anledningen till detta är att mannen anses vara idealet och kvinna stå under honom . 
Bifobi är även starkt sammankopplat med homofobi, speciellt om en bisexuell person igår i en relation med en av samma kön.

## Effekter
Bifobi leder till att många bisexuella lider av depression, ångest och ibland självmordstankar på grund av så kallad "minoritetsstress", och för att man tvingas leva ett liv i förnekelse för att passa in i samhällets normer. Det leder till ett utanförskap då man inte känner tillhörighet utan får vara sig själv i hemlighet.